# Gens Curia

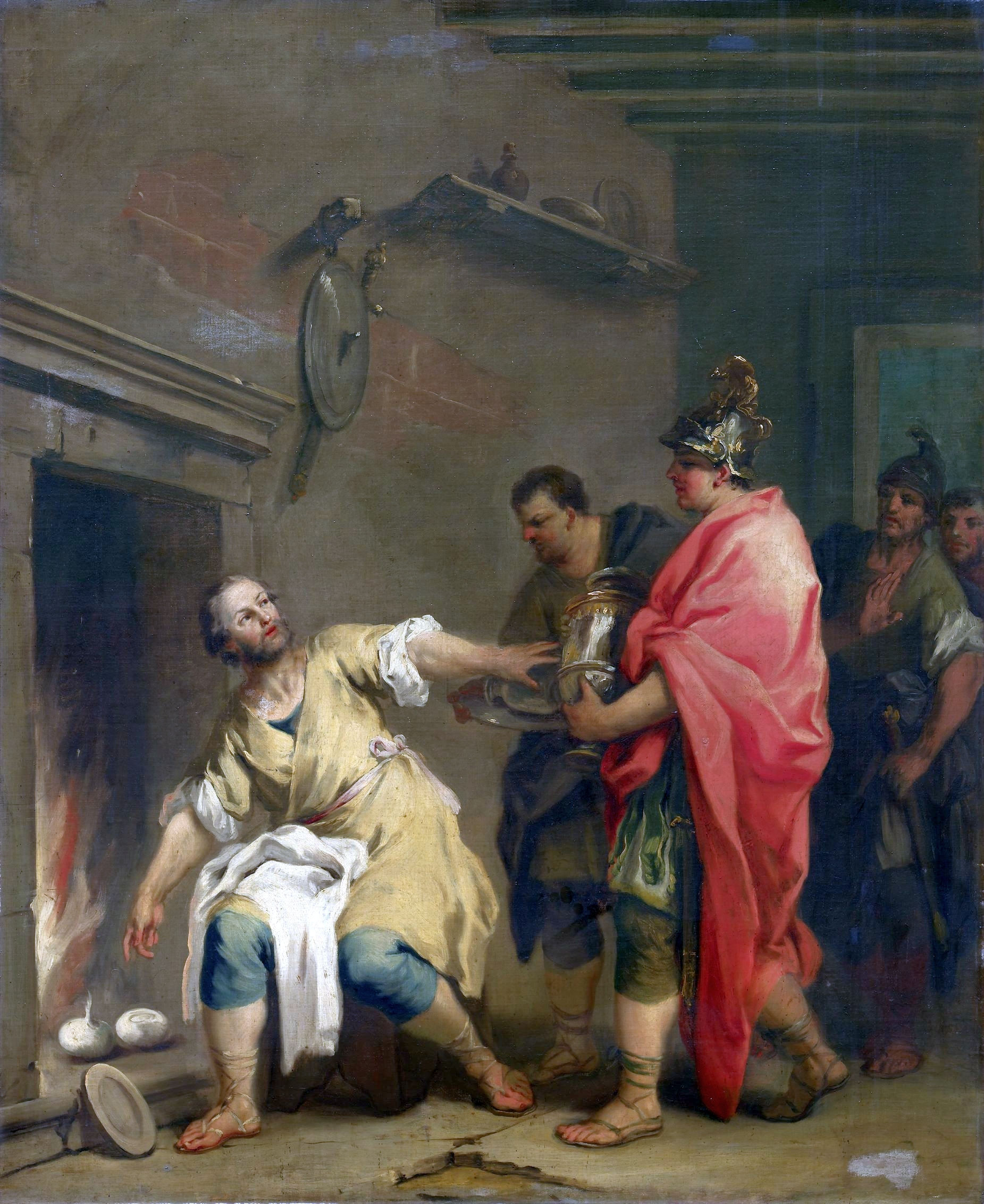
Curio Dentato rifiuta i regali dei Sanniti - Dipinto di Jacopo Amigoni - Museo Bredius (L'Aia)

La gens Curia (o Curii) era una famiglia plebea romana. Il loro nomen era Curius. Il nome della famiglia non compare fino al III secolo a.C. Il solo cognomen presente durante la Repubblica, è Dentatus. 
Secondo alcune iscrizioni ritrovate sul sito di Lucus Pisaurensis presso Pesaro, la gens Curia sarebbe originaria di Cures Sabini.
Personaggi noti della famiglia sono:
- Manio Curio Dentato (latino: Manius Curius Dentatus): console e generale romano, noto per aver messo fine alle Guerre sannitiche;
- Manio Curio (latino: Manius Curius): tribuno della plebe nel 199 a.C., si oppose al consolato di Tito Quinzio Flaminino;
- Quinto Curio (latino: Quintus Curius): senatore, membro della congiura di Catilina.